# Urgleptes litoralis
Urgleptes litoralis es una especie de escarabajo longicornio del género Urgleptes, tribu Acanthocinini, subfamilia Lamiinae. Fue descrita científicamente por Gilmour en 1962.

## Descripción
Mide 3,5-3,8 milímetros de longitud.

## Distribución
Se distribuye por Brasil, Guayana Francesa y Surinam.